# David Walters
David Walters (Newport News, Virginia, 27 de septiembre de 1987) es un nadador estadounidense. Walters ganó una medalla de oro en los Juegos Olímpicos de Pekín 2008 en los  4x200 m estilo libre de relevo.

## Primeros años y formación
David Walters nació el 27 de septiembre de 1987 en  Estados Unidos Newport News, Virginia. Creció en la vecina localidad de Yorktown y cursó estudios en Tabb High School, donde integró el equipo de natación «Tabb Tigers».
Gracias a sus resultados obtuvo una beca deportiva para la Universidad de Texas en Austin, donde nadó con los Texas Longhorns entre 2007 y 2010 bajo la dirección de Eddie Reese y Kris Kubik.
- En 2008 conquistó el título NCAA en los 200 yardas libre.
- Fue seis veces All‑American y cuatro veces campeón de la Big 12.
- Formó parte del equipo texano que ganó el campeonato nacional universitario en la temporada 2009‑10.[2]

## Carrera internacional

### Juegos Olímpicos de Pekín 2008
Walters obtuvo la medalla de oro en el relevo 4 × 200 m libre tras nadar la primera posta en las series preliminares (1:46.57). El cuarteto estadounidense paró el cronómetro en 7:04.66, nuevo récord olímpico en ese momento. En la final, el equipo formado por Michael Phelps, Ryan Lochte, Ricky Berens y Peter Vanderkaay rebajó el récord mundial a 6:58.56, lo que otorgó también la presea dorada a Walters.

### Campeonatos Mundiales
- Melbourne 2007 – Oro en 4 × 200 m libre (series).
- Roma 2009 –
  - Oro y récord mundial (6:58.55) en 4 × 200 m libre.[4]
  - Oro y récord mundial (3:27.28) en 4 × 100 m estilos; Walters cerró el relevo con un parcial de 46.80 s.[5]
  - 5.º puesto en 100 m libre con 47.33 s, nuevo récord estadounidense.
- Dubái 2010 (piscina corta) – Plata en 4 × 200 m libre.
- Shanghái 2011 – Oro en 4 × 200 m libre y bronce en 4 × 100 m libre.